# Stephan Kalipha
Stephan Kalipha (Trinidad, 1940) is een acteur uit Trinidad en Tobago.

## Levensloop en carrière
Kalipha begon zijn carrière in de jaren 70. In 1981 speelde hij de slechterik Hector Gonzales in de James Bondfilm For Your Eyes Only. Hij speelt vooral mee in televisieseries zoals Gentlemen and Players en Casualty. In 2015 speelde hij mee in de serie River met Stellan Skarsgård. 

## Filmografie (selectie)
- For Your Eyes Only, 1981
- Indiana Jones and the Last Crusade, 1989
- The Jungle Book, 1994
- The Sum of All Fears, 2002